# عبدالملک یکم سامانی
عبدالملک بن نوح پسر بزرگ نوح بن نصر فرمانروای حکومت سامانی بود. نوح بن نصر در سال ۳۴۳ ه‍.ق درگذشت و بر طبق وصیتش مبنی بر به امارت رسیدن چهار پسرش بر اساس ارشدیت عبدالملک پسر بزرگ او که تنها ده سال داشت به فرمانروایی رسید. وی از سال ۳۴۳ تا ۳۵۰ ه‍.ق حکمرانی کرد. عبدالملک در یازدهم شوال ۳۵۰ ه‍.ق هنگام چوگان زدن از اسب افتاد و جان خود را از دست داد. در زمان فرمانروایی وی در سرزمین خراسان امنیت برقرار بود و مردم آسوده‌خاطر بودند. اما با مرگش خراسان را شورش و آشوب فراگرفت. سرانجام برادرش منصور بن نوح به جای او به سلطنت رسید.

## وضعیت آشفتهٔ خراسان
پس از مرگ نوح بن نصر پسر بزرگ او «ابوالفوارس عبدالملک بن نوح» (عبدالملک یکم) به حکومت رسید. در این زمان هر کس طمع رسیدن به امارت را داشت. در آغاز فرمانروایی او ابومنصور محمد بن عزیز به مقام وزارت رسید. ابوسعید بکر بن مالک فرغانی که توسط نوح بن نصر به مقام سپهسالاری خراسان انتخاب شده بود در جایگاه خود باقی ماند. او قبل از آنکه بخارا را ترک کند در تثبیت حکومت عبدالملک تلاش کرد و در شعبان ۳۴۳ ه‍.ق وارد نیشابور شد. ابوعلی محتاج (چَغانی) که از برکناری و عزل خود ناخشنود بود، در نیشابور خطبه به نام خود خواند. اما پس از آنکه وضعیت خراسان را آشفته دید، به رکن‌الدوله حسن دیلمی در ری پناه برد و در سال ۳۴۳ ه‍.ق حکومت خراسان را با کمک آل بویه به دست گرفت؛ بنابراین ابوعلی محتاج با لشکرکشی خود نیشابور و شهرهای دیگر خراسان را تحت سلطهٔ خود گرفت. اما بعد از به امارت رسیدن عبدالملک بن نوح، او توسط سپهسالار خراسان به نام بکر بن مالک شکست خورد و به رکن الدوله در ری پناه برد. رکن الدوله در سال ۳۴۳ ه‍.ق با کمک ابوعلی، گرگان را تصرف کرد و آنجا را تحت سلطهٔ خود گرفت و حسن بن فیروزان تا جاجرم پیش‌آمد. سرانجام سپاه خراسان مهاجمان را سرکوب کرد و در اول محرم ۳۴۳ ه‍.ق آنان به ری بازگشتند. در آخر رجب ۳۴۳ ه‍.ق ابوعلی محتاج که سامانیان بیم او را داشتند، در اثر بیماری وبا در ری درگذشت. بدون شک مرگ این سپهسالار برای سامانیان خبر خوشی بود.

## قتل بکر بن مالک
در سال ۳۴۳ سامانیان به همراه دو لشکر از خراسان به ری و اصفهان رسیدند. محمد بن ماکان پس از تصرف اصفهان در ربیع‌الاول ۳۴۴ در جنگی که با ابوالفضل بن العمید داشت به دست او اسیر شد. سپس رکن الدوله با بکر بن مالک مصالحه کرد و با پرداخت سالانه دویست هزار دینار ری و تمام شهرهای جبل را تحت سلطه خود حفظ کرد. اما پس از این مصالحه دربار شهر بخارا از سپهسالار جدید آزرده خاطر گشت. پس از مدتی لشکریان به منظور شکایت از بکر نزد عبدالملک رفتند و گفتند که بکر آنان را تحقیر کرده و در تحقق نیازهایشان کوتاهی می‌کند. اما احتمالاً هنگامی که رکن الدوله تعهد داد که از خلیفه عباسی برای بکر بن مالک هدایا و حکم فرمانروایی دریافت کند این مسئله باعث شد دربار سامانی از بکر بن مالک رنجیده خاطر شود به همین دلیل زمانی که بکر در رمضان ۳۴۵ به منظور دریافت هدایا از امیر سامانی به بخارا آمد و ادای احترام کرد الپتکین حاجب در دربار امیر بر اساس توطئه‌ای از پیش تعیین شده او را به قتل رساند.

## وزیران عبدالملک بن نوح
همچنین وزیر، ابن عزیز را زندانی کردند. بعد از این ماجراها مقام وزارت را به ابوجعفر محمد بن حسین (ابوجعفر عتبی) واگذار کردند و ابوالحسن محمد بن ابراهیم (ابوالحسن سیمجور) به مقام سپهسالاری رسید. اما عتبی و سیمجور مدت زیادی در مقام خود باقی نماندند. عتبی در سال ۳۴۸، به دلیل ضبط اموال و املاک مردم مورد خشم و اعتراض آنان قرار گرفت و در نتیجه عبدالملک او را از وزارت برداشت و ابومنصور یوسف بن اسحاق را به جای او منصوب کرد. همچنین ابوالحسن سیمجور در سال ۳۴۹ قمری به دلیل ظلم و ستم فراوان به مردم خراسان و نیشابور توسط عبدالملک از مقام سپهسالاری کنار گذاشته شد و به جای او ابومنصور محمد بن عبدالرزاق به مقام سپهسالاری رسید. ابومنصور در انجام مسئولیت خود موفق بود. وی در مدت زمانی که در این مقام بود، شهر خراسان را با روشی نیکو و همراه با عدالت اداره کرد. همزمان با این حوادث، به دستور عبدالملک یکی از فرماندهان سپاه سامانی به نام نجتکین، دستگیر و سپس کشته شد. در نتیجه خراسان را آشوب و شورش فراگرفت. به هر ترتیب، درباریان سامانی، در کارهای وزیر و سپهسالار جدید دخالت می‌کردند و آنان را آسوده‌خاطر نگذاشتند. مدتی کوتاه بعد از این حوادث، وزیر ابومنصور یوسف از مقام خود برکنار شد و ابوعلی محمد بلعمی به جای او به مقام وزارت رسید. در این زمان روابط عبدالملک و حاجب ترک نژاد او الپتگین به سردی گراییده بود. عبدالملک به الپتگین دستور داد تا به عنوان حاکم بلخ به آن دیار برود. اما او از پذیرش این فرمان سرپیچی کرد. در نتیجه دربار سامانی در سال ۳۴۹ قمری ابومنصور عبدالرزاق را از مقام سپه‌سالاری برکنار کرد و الپتگین را به جای او انتخاب کرد.

## مرگ عبدالملک
کمتر از یکسال بعد از این ماجراها، عبدالملک در یازدهم شوال ۳۵۰ هنگام چوگان زدن از اسب افتاد و مرد. مدت فرمانروایی وی بیش از هفت سال و نیم طول کشید (حک ۳۴۳–۳۵۰). او را بعد از مرگش، رشید لقب دادند. در زمان فرمانروایی او خراسان امنیت و آرامش داشت. اما بعد از مرگ عبدالملک آشوب و شورش خراسان را فراگرفت. سرانجام برادرش منصور بن نوح به جای او به سلطنت رسید.